# Karma (album)
A Karma című album Tarkan török popénekes ötödik albuma. Csak Törökországban jelent meg, és Tarkan teljesen új imidzset hozott létre vele.

## Dalok
- Karma, 2001[1]
  - 1: Ask (Szerelem) – 4:22
  - 2: Ay (Oh) – 4:20
  - 3: Kuzu Kuzu (Mint egy bárány) – 3:53
  - 4: Gitti Gideli (Mióta elment) – 4:42
  - 5: Uzak (Messze) – 4:46
  - 6: Yandim (Végem van) – 3:12
  - 7: O'na Sor (Őt kérdezd) – 3:23
  - 8: Hüp (Lélegzet;  részlet) – 3:39
  - 9: Sen Başkasin (Te más vagy) – 4:16
  - 10: Taş (Kő) – 4:24
  - 11: Her Nerdeysen (Akárhol is vagy) – 3:30
  - 12: Verme (Ne adj) – 4:56

Fordítás: Ali Yildirim, Baksa Tímea

## Közreműködők
- Engineering: Ken Deranteriasian, Serkan Kula, Frederic Blanc Garin, Frank Redlich, Matthew Murat Erdem
- Mixing: Brad Gilderman, Devrim Karaoglu, Kivanch K, Murat Matthew Erdem, Ozan Çolakoğlu, Ulaş Agce
- További mixerek: Chandler Bridges, Deshaun Washington, Michael Huff, Myriam Correge, Keith Armstrong
- Mastering: Murat Matthew Erdem, Ulas Agce
- CD kiadó: Odeon A.S
- Fénykép: Sevil Sert
- Marbling: Hikmet Barutçugil
- Grafika: Stars Reklam Hizmetleri A.S
- Nyomtatás: Onur Ofset
- PR: HITT Production

## Kritika
Legújabb albumával Tarkan egy más, izgalmas szintre emeli saját zenéjét és a teljes török popzenét is. Hogyan is írhatnánk le a zenéjét? Nos: vegyük az A-ha-t, keverjük össze Jean-Michel Jarre-ral és mindehhez adjunk egy kis török akcentust, és máris megvan Tarkan legújabb albuma. Szuper techno zene, egy kis sazzal, neyjel és úddal, csábító ritmusokkal.

### Elismerések
- 2001 Kral TV Díjátadó
  - Yılın Şarkısı (Az év dala): Kuzu Kuzu[4]
- 2002 MGD Altin Objektif Ödülleri[5]
  - Yılın Albümü (Az év albuma)

## Vendégzenészek
- Háttérvokál:
  - Berna Keser
  - Cihan Okan
  - Deniz Seki
  - Murat Matthew Erdem
  - Özkan Ugur
  - Özlem Tekin
- Zenészek:
  - Gitár (Akusztikus, elekrto) – Bilgehan Tuncer
  - Gitár – Annas, Erdem Sökmen, Erdinç Senyaylar
  - 12 húros gitár, Laud – Jean Louis Solon
  - Baglama – Ahmet Koç, Çetin Akdeniz
  - Basszusgitár – Avo Harutunian, Ismail Soyberk, Janik Top
  - Úd – Yildiran Güz
  - Szóló hegedű – Lawrence Monti
  - Vonós hangszerelés és vezénylés – Ozan Çolakoglu
  - Vonósok – Armen Aharioan Los Angeles Strings, Hossam Ramzy Strings Group, Orchestra Opera de Marseille (Karmester: Rene Perinelli)
  - Szitár, Didgeridoo, Sarode – Jeffrey Slatnick
  - Fuvola – Muhammed Fouda
  - Angolkürt – Jean Claude Latic
  - Klarinét – Kirpi Bülent
  - Harmonika – Mohsen Allaam
  - Ütőhangszerek – Cengiz Ercümer, Hossam Ramzy, Marc Chontereau, Luis Conte, Seyfi Ayta

## Videók
- Kuzu Kuzu (Két videó készült, az egyik az eredeti verzióhoz, a másik az akusztikus verzióhoz)
- Hüp (Két videó készült a dalhoz, az eredeti verzióhoz készített videót Ferzan Özpetek rendezte. A Pepsi által szponzorált videó a valaha forgatott legdrágább török videóklip, mely botrányt is okozott: sokan felháborodtak a videóban látható csókjelenet miatt. A második klip a dal Ozinga Remix verziójához készült és a „Korsana Hayir” (Mondj nemet a kalózmásolatokra) kampány része volt.)
- Verme (Két videó készült hozzá. A második verzió szenvedő gyerekeket mutat be, és az első olyan török videóklip volt, ahol metamorfikus speciális effekteket használtak.)

## Extra infó
A Karma szó jelentése törökül "vegyes, kevert"; kritikusok szerint ez valóban jellemző az albumra, melyet Tarkan első crossover zenei albumának tartanak. Mindemellett a karma filozófiai értelemben is jellemző az albumra, Tarkan maga a borító hátsó oldalán magyarázza meg miért választotta ezt a címet, és hogy miért is készült az album borító marbling (vízre festés) technikával.

## Külső hivatkozások
- Tarkan dalszövegek magyarul
- Tarkan hivatalos honlap